# 塞克塞莱布瓦
塞克塞莱布瓦（法語：Sexey-les-Bois，法語發音：[sɛksɛ le bwa]）是法国默尔特-摩泽尔省的一个旧市镇，位于该省西南部，属于图勒区。2019年1月1日，塞克塞莱布瓦与市镇沃莱讷昂艾合并为新市镇布瓦德艾。

## 地理
塞克塞莱布瓦（48°42'56"N, 6°1'10"E）面积6.81 平方千米，位于法国大東部大區默尔特-摩泽尔省，该省份为法国东北部内陆省份，是洛林的一部分，北邻比利时、卢森堡，北起顺时针与摩泽尔省、下莱茵省、孚日省和默兹省接壤。
与塞克塞莱布瓦接壤的市镇（或旧市镇、城区）包括：安日赖、摩泽尔河畔丰特努瓦、利韦丹、沃莱讷昂艾。
塞克塞莱布瓦的时区为UTC+01:00、UTC+02:00（夏令时）。

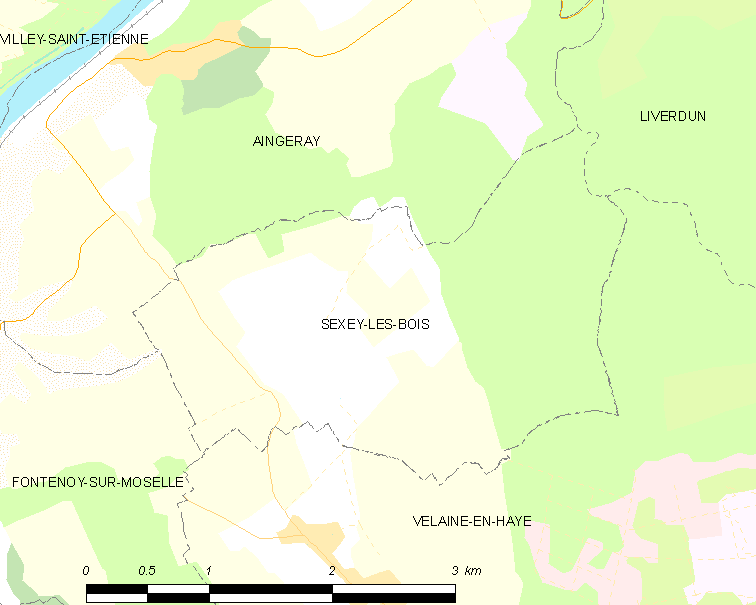
塞克塞莱布瓦的OSM定位图

## 行政
塞克塞莱布瓦的邮政编码为54840，INSEE市镇编码为54506。

## 政治
塞克塞莱布瓦所属的省级选区为北图卢瓦县。

## 人口

1962-2008年间塞克塞莱布瓦人口变化图示

塞克塞莱布瓦于2018年1月1日时的人口数量为380人。